# مانیاگو
مانیاگو (به ایتالیایی: Maniago) یک کومونه در ایتالیا است که در استان پوردنونه واقع شده‌است.

## خصوصیات
مانیاگو ۶۹ کیلومترمربع مساحت و ۱۱٬۸۳۰ نفر جمعیت دارد و ۲۸۳ متر بالاتر از سطح دریا واقع شده‌است.